# Jerzy Szmajdziński
Jerzy Andrzej Szmajdziński (ur. 9 kwietnia 1952 we Wrocławiu, zm. 10 kwietnia 2010 w Smoleńsku) – polski polityk, poseł na Sejm PRL IX kadencji w latach 1985–1989, poseł na Sejm I, II, III, IV, V i VI kadencji (1991–2010), wicemarszałek Sejmu VI kadencji, w latach 2001–2005 minister obrony narodowej.

## Życiorys
W latach 1966–1971 był uczniem Elektronicznych Zakładów Naukowych we Wrocławiu. W 1975 ukończył studia na Akademii Ekonomicznej we Wrocławiu.
W 1968 wstąpił do Związku Młodzieży Socjalistycznej. Jako student przewodniczył radzie uczelnianej Socjalistycznego Związku Studentów Polskich, potem zasiadał w zarządzie głównym tej organizacji. W latach 1973–1990 był członkiem Polskiej Zjednoczonej Partii Robotniczej. Zasiadał w egzekutywie komitetu uczelnianego na AE we Wrocławiu, był delegatem na wojewódzką konferencję sprawozdawczo-wyborczą partii. Od 1986 zasiadał w jej Komitecie Centralnym. W latach 1986–1989 był członkiem Ogólnopolskiego Komitetu Grunwaldzkiego. W okresie 1984–1989 był przewodniczącym Zarządu Głównego Związku Socjalistycznej Młodzieży Polskiej, a w 1989–1990 kierownikiem Wydziału Organizacyjnego KC PZPR. W latach 1986–1988 był członkiem Społecznego Komitetu Odnowy Starego Miasta w Zamościu.
Od chwili powołania należał do Socjaldemokracji Rzeczypospolitej Polskiej, pełniąc funkcje we władzach krajowych tej partii. Od 1999 działał w Sojuszu Lewicy Demokratycznej.
W latach 1988–1990 był wiceprezesem Polskiego Komitetu Olimpijskiego. W latach późniejszych był także członkiem zarządu koszykarskiej spółki akcyjnej Śląsk Wrocław.
Sprawował mandat poselski na Sejm PRL IX kadencji, ponownie był wybierany w 1991, 1993, 1997, 2001 i 2005. W wyborach parlamentarnych w 2007 po raz siódmy został posłem, kandydując z listy koalicji Lewica i Demokraci w okręgu legnickim i otrzymując 42 724 głosy. Od 22 kwietnia 2008 zasiadał w klubie poselskim Lewica.
W Sejmie był m.in. przewodniczącym Klubu Parlamentarnego SLD (dwukrotnie) oraz przewodniczącym Komisji Obrony Narodowej. W 2007 został wicemarszałkiem VI kadencji.
W październiku 2001 objął stanowisko ministra obrony narodowej w rządzie Leszka Millera. 21 kwietnia 2004 został tymczasowo pełniącym obowiązki ministra spraw wewnętrznych i administracji (w związku z wyborem dotychczasowego szefa resortu Józefa Oleksego na stanowisko marszałka Sejmu). Zachował stanowisko ministra obrony narodowej w pierwszym i drugim rządzie Marka Belki. Był także członkiem komitetu wyborczego Włodzimierza Cimoszewicza w wyborach prezydenckich w 2005. Od początku zasiadał we władzach krajowych Sojuszu Lewicy Demokratycznej, w czerwcu 2008 został wiceprzewodniczącym tej partii.

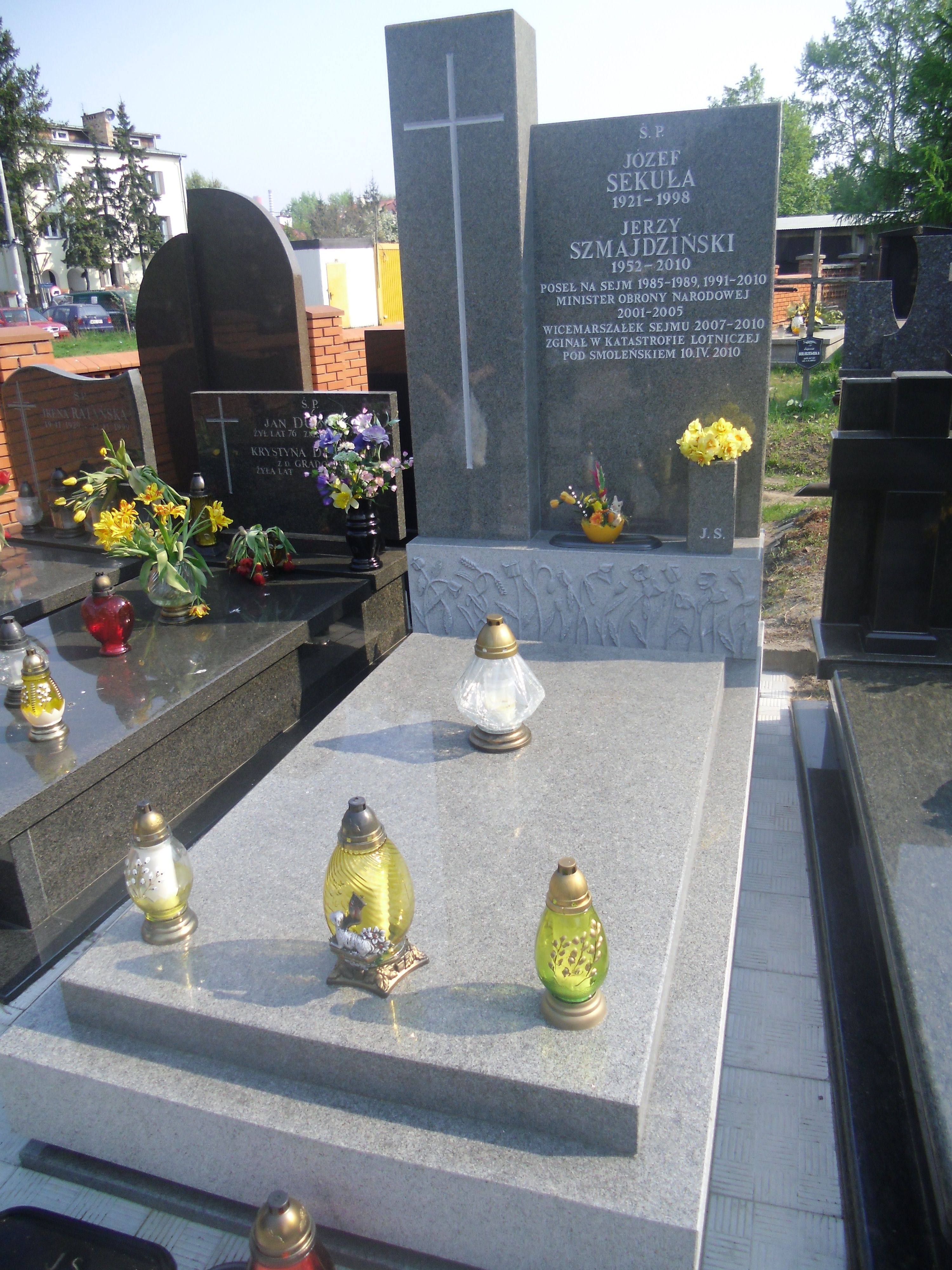
Grób Jerzego Szmajdzińskiego

W grudniu 2009 został ogłoszony kandydatem SLD w wyborach prezydenckich w 2010.
10 kwietnia 2010 zginął w katastrofie polskiego samolotu Tu-154M w Smoleńsku w drodze na obchody 70. rocznicy zbrodni katyńskiej. Jego ciało zostało poddane kremacji. Pochowany 20 kwietnia 2010 na Cmentarzu w Wilanowie.

## Życie prywatne
Syn Henryka i Heleny. Mąż Małgorzaty Sekuły-Szmajdzińskiej, późniejszej radnej Warszawy i posłanki na Sejm. Ojciec Agnieszki i Andrzeja.

## Odznaczenia i wyróżnienia
- Krzyż Komandorski z Gwiazdą Orderu Odrodzenia Polski (2010, pośmiertnie)[7]
- Odznaka pamiątkowa Ministerstwa Obrony Narodowej – 2001, ex officio
- Order Gwiazdy Białej I klasy (Estonia, 2002)[8]
- Rycerz Komandor Orderu Imperium Brytyjskiego (2004, Wielka Brytania)[9]
- Honorowe obywatelstwa: Jeleniej Góry (2002)[10], Bolkowa (2004)[11], Dolnego Śląska (2010, pośmiertnie), Lubina (2010, pośmiertnie)[12], Wrocławia (2010, pośmiertnie)[13] i Legnicy (2011, pośmiertnie)[14]

W 2010 odsłonięto poświęconą mu tablicę pamiątkową przy stadionie Oporowska, a 10 kwietnia 2011 tablicę pamiątkową przed siedzibą SLD przy ul. Wojska Polskiego w Jeleniej Górze.
11 kwietnia 2012 imię Jerzego Szmajdzińskiego otrzymała Sala Reprezentacyjna w siedzibie Ministerstwa Obrony Narodowej.

## Wyniki wyborcze
| Wybory | Komitet wyborczy                          | Komitet wyborczy                        | Organ                | Okręg            | Wynik           |
| ------ | ----------------------------------------- | --------------------------------------- | -------------------- | ---------------- | --------------- |
| 1985   |                                           | Patriotyczny Ruch Odrodzenia Narodowego | Sejm PRL IX kadencji | Lista krajowa    | [ 18 ]          |
| 1991   |                                           | Sojusz Lewicy Demokratycznej            | Sejm I kadencji      | nr 13            | 5706            |
| 1993   | Sejm II kadencji                          | Sojusz Lewicy Demokratycznej            | nr 13                | 20 677           |                 |
| 1997   | Sejm III kadencji                         | Sojusz Lewicy Demokratycznej            | nr 13                | 44 397           |                 |
| 2001   | Sojusz Lewicy Demokratycznej – Unia Pracy | Sejm IV kadencji                        | nr 1                 | 72 719 (22,15%)  |                 |
| 2005   | Sojusz Lewicy Demokratycznej              | Sejm V kadencji                         | nr 1                 | 20 741 (7,32%)   |                 |
| 2007   |                                           | Lewica i Demokraci                      | nr 1                 | Sejm VI kadencji | 42 724 (10,56%) |